# Saison 2014 de l'équipe cycliste Joker

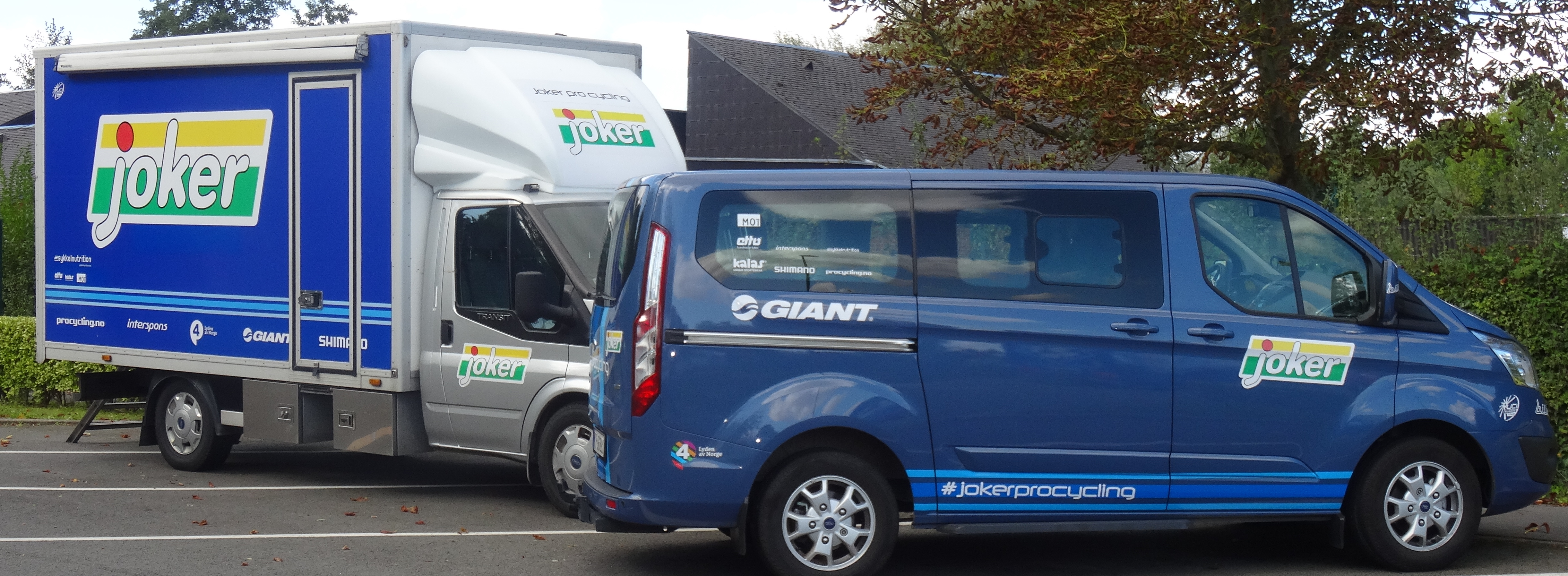
Deux camionnettes de l'équipe lors du Grand Prix d'Isbergues 2014.

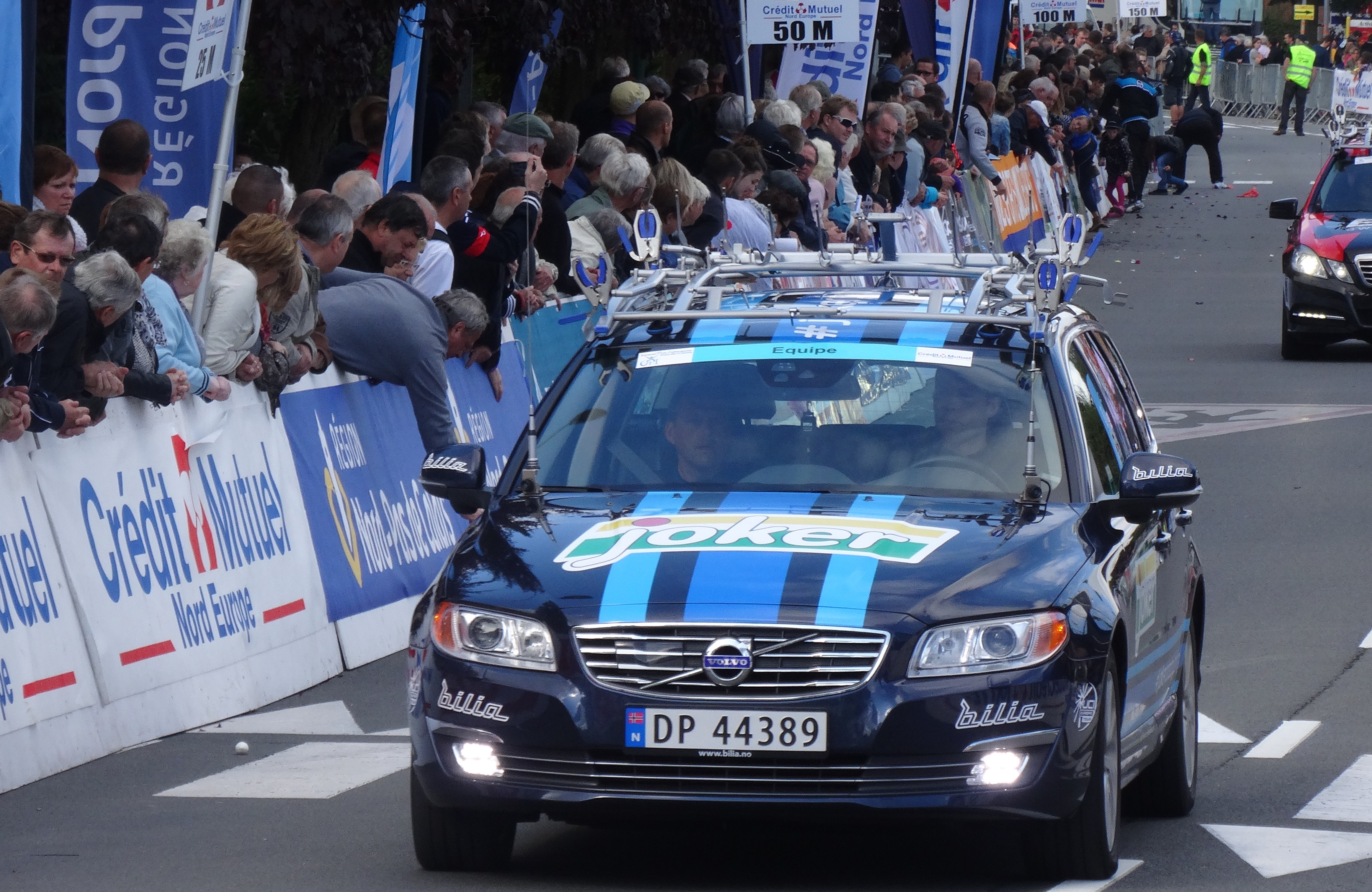
Une des voitures de l'équipe lors du départ du Grand Prix d'Isbergues 2014.

La saison 2014 de l'équipe cycliste Joker est la huitième de cette équipe.

## Préparation de la saison 2014

### Arrivées et départs
| Arrivées             | Équipe 2013      |
| -------------------- | ---------------- |
| Odd Christian Eiking | Bergen CK        |
| Philip Lindau        | People4you-Unaas |
| Jo Kogstad Ringheim  | People4you-Unaas |

| Départs                   | Équipe 2014   |
| ------------------------- | ------------- |
| Vegard Breen              | Lotto-Belisol |
| Audun Fløtten             | Motiv3        |
| Adrian Gjølberg           | FixIT.no      |
| Christer Jensen           | Motiv3        |
| Stian Remme               | FixIT.no      |
| Sondre Gjerdevik Sørtveit | FixIT.no      |

## Coureurs et encadrement technique

### Effectif

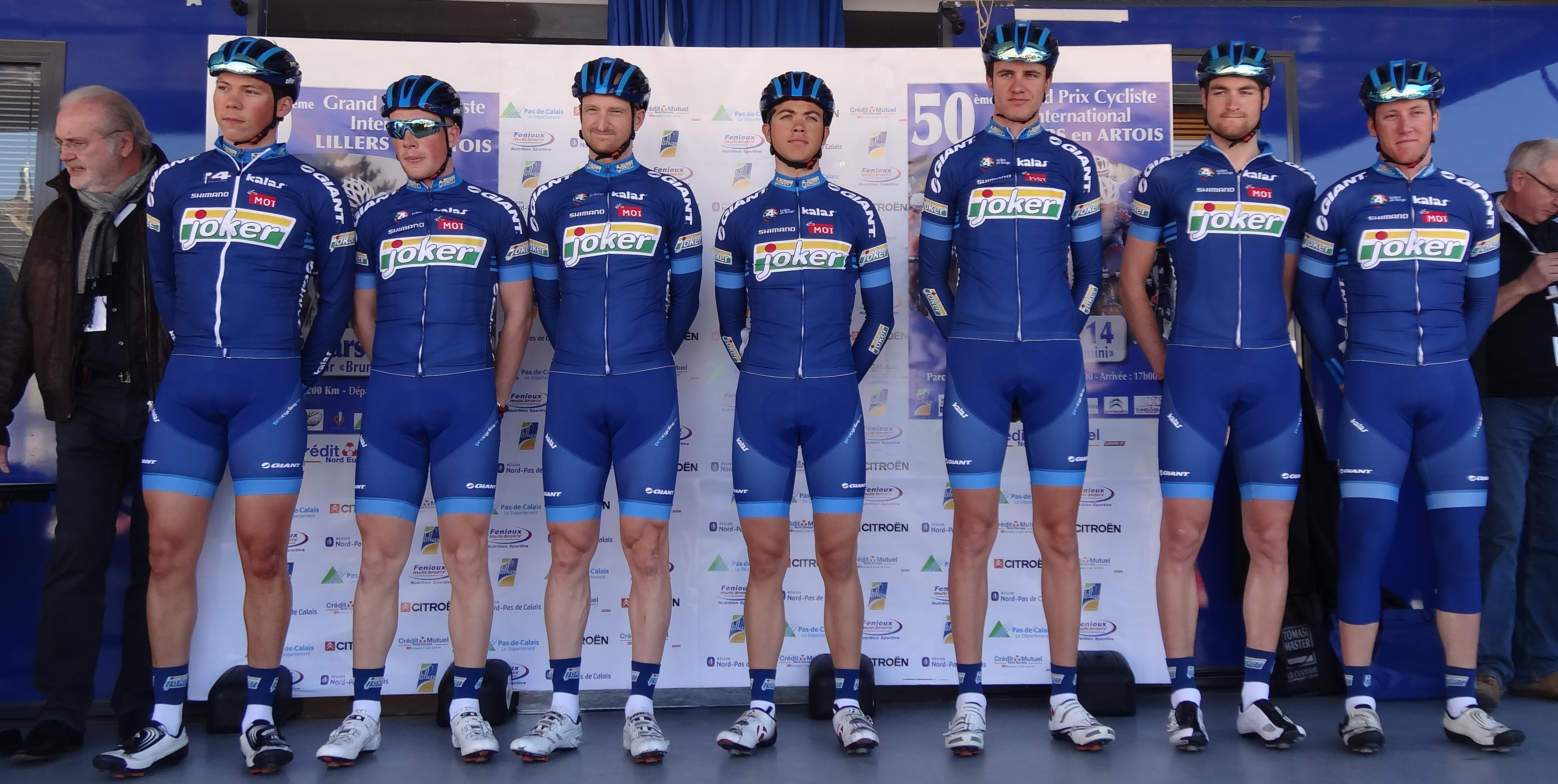
?, ?, ?, Odd Christian Eiking, ?, Jo Kogstad Ringheim et Kristoffer Skjerping lors du Grand Prix de Lillers-Souvenir Bruno Comini 2014.

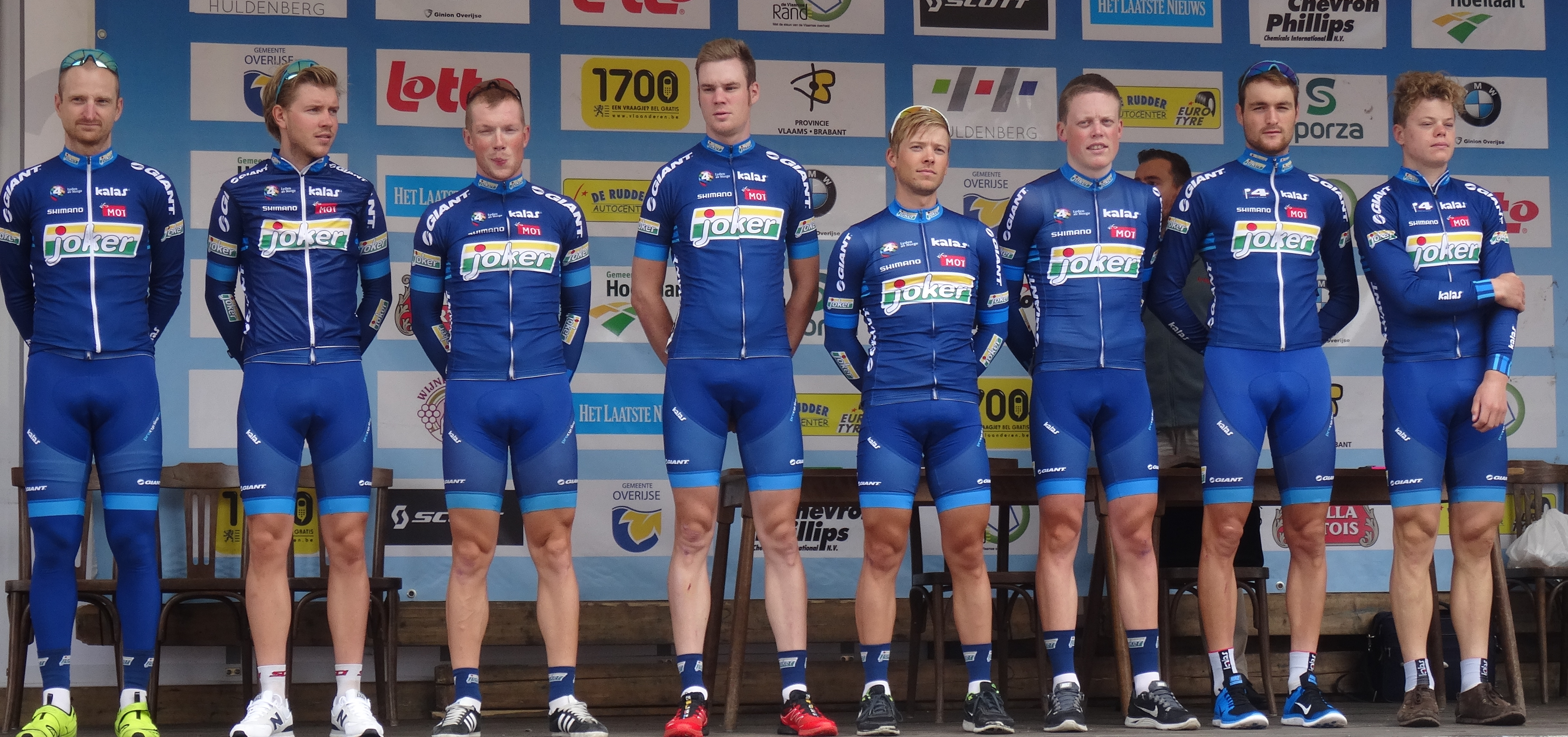
L'équipe lors de Druivenkoers Overijse 2014.

Dix coureurs constituent l'effectif 2014 de Joker. Deux stagiaires, Anders Skaarseth et Adrian Aas Stien, entre dans l'équipe le 1er août. Tous les coureurs sont norvégiens, à l'exception de Philip Lindau et Edvin Wilson qui sont suédois.
| Cycliste              | Date de naissance | Nationalité | Équipe 2013      |
| --------------------- | ----------------- | ----------- | ---------------- |
| Reidar Borgersen      | 10 avril 1980     | Norvège     | Joker Merida     |
| Vegard Robinson Bugge | 7 décembre 1989   | Norvège     | Joker Merida     |
| Odd Christian Eiking  | 28 décembre 1994  | Norvège     | Bergen CK        |
| Truls Engen Korsæth   | 16 septembre 1993 | Norvège     | Joker Merida     |
| Philip Lindau         | 18 août 1991      | Suède       | People4you-Unaas |
| Martin Olsen          | 8 janvier 1992    | Norvège     | Joker Merida     |
| Jo Kogstad Ringheim   | 16 février 1991   | Norvège     | People4you-Unaas |
| Kristoffer Skjerping  | 4 mai 1993        | Norvège     | Joker Merida     |
| Oskar Svendsen        | 10 avril 1994     | Norvège     | Joker Merida     |
| Edvin Wilson          | 25 avril 1989     | Suède       | Joker Merida     |
| Stagiaire             | Date de naissance | Nationalité | Équipe 2014      |
| Anders Skaarseth      | 7 mai 1995        | Norvège     | Lillehammer CK   |
| Adrian Aas Stien      | 28 octobre 1992   | Norvège     | TVK Sykkel       |

Portraits
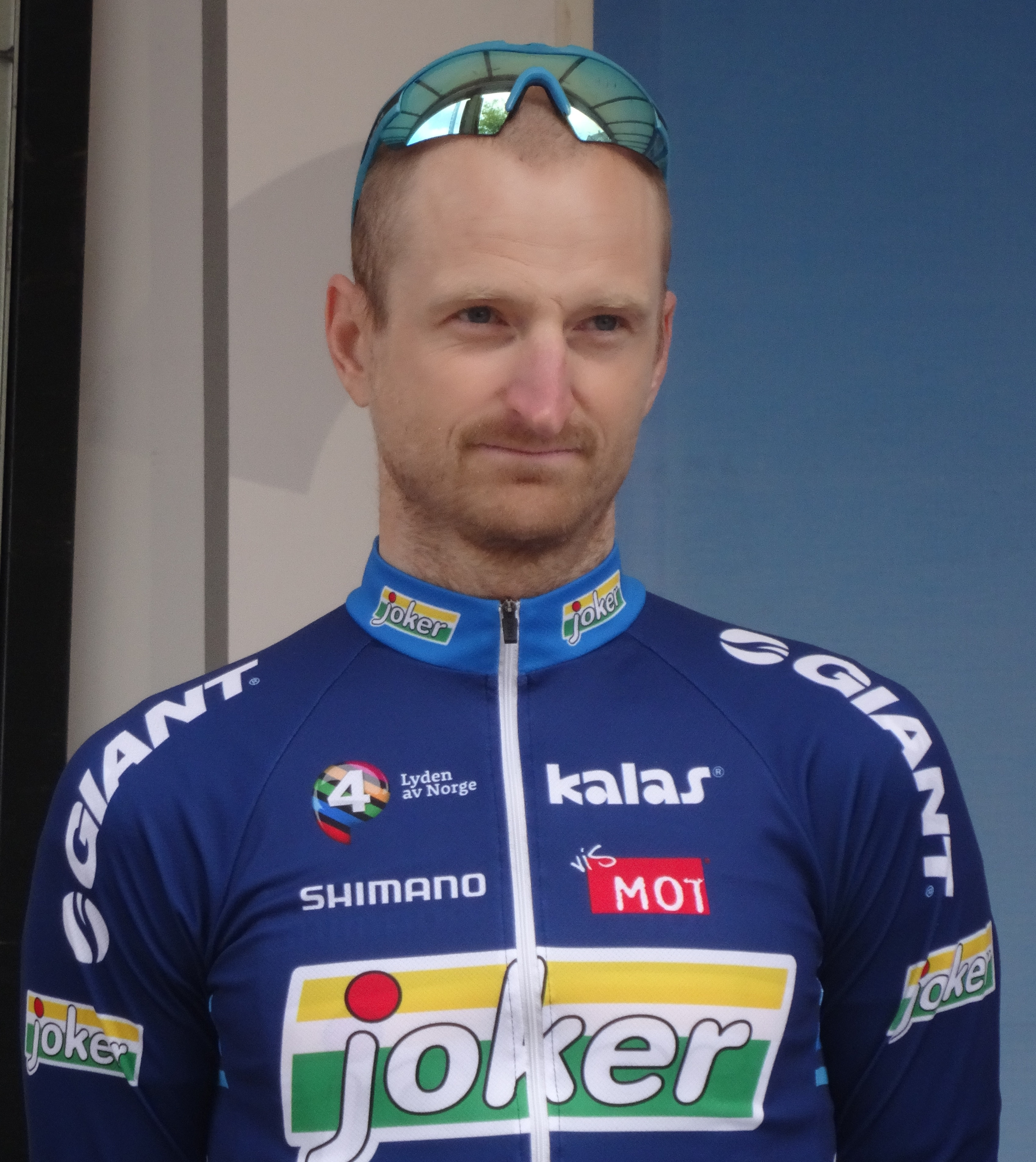
Reidar Borgersen.
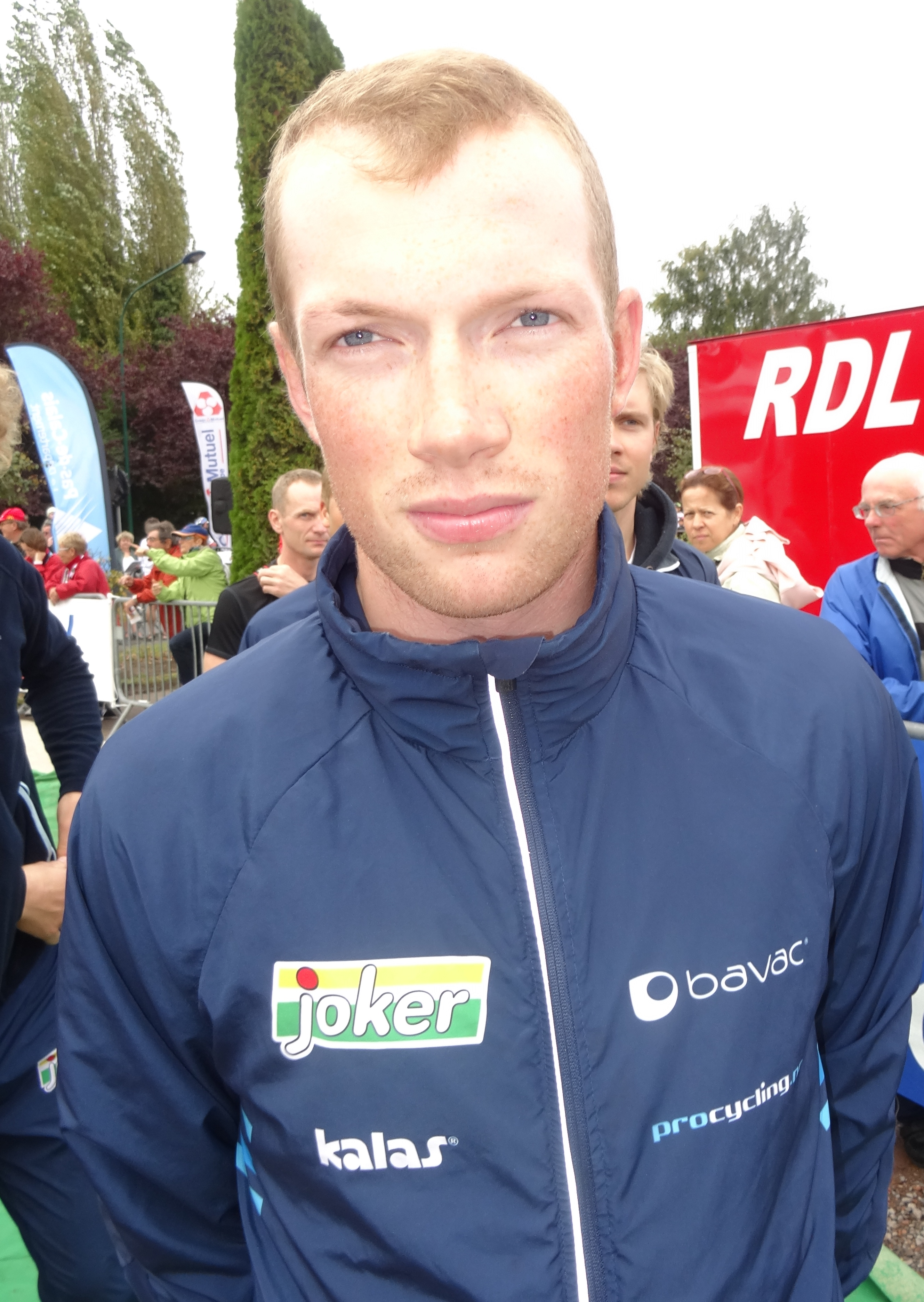
Vegard Robinson Bugge.
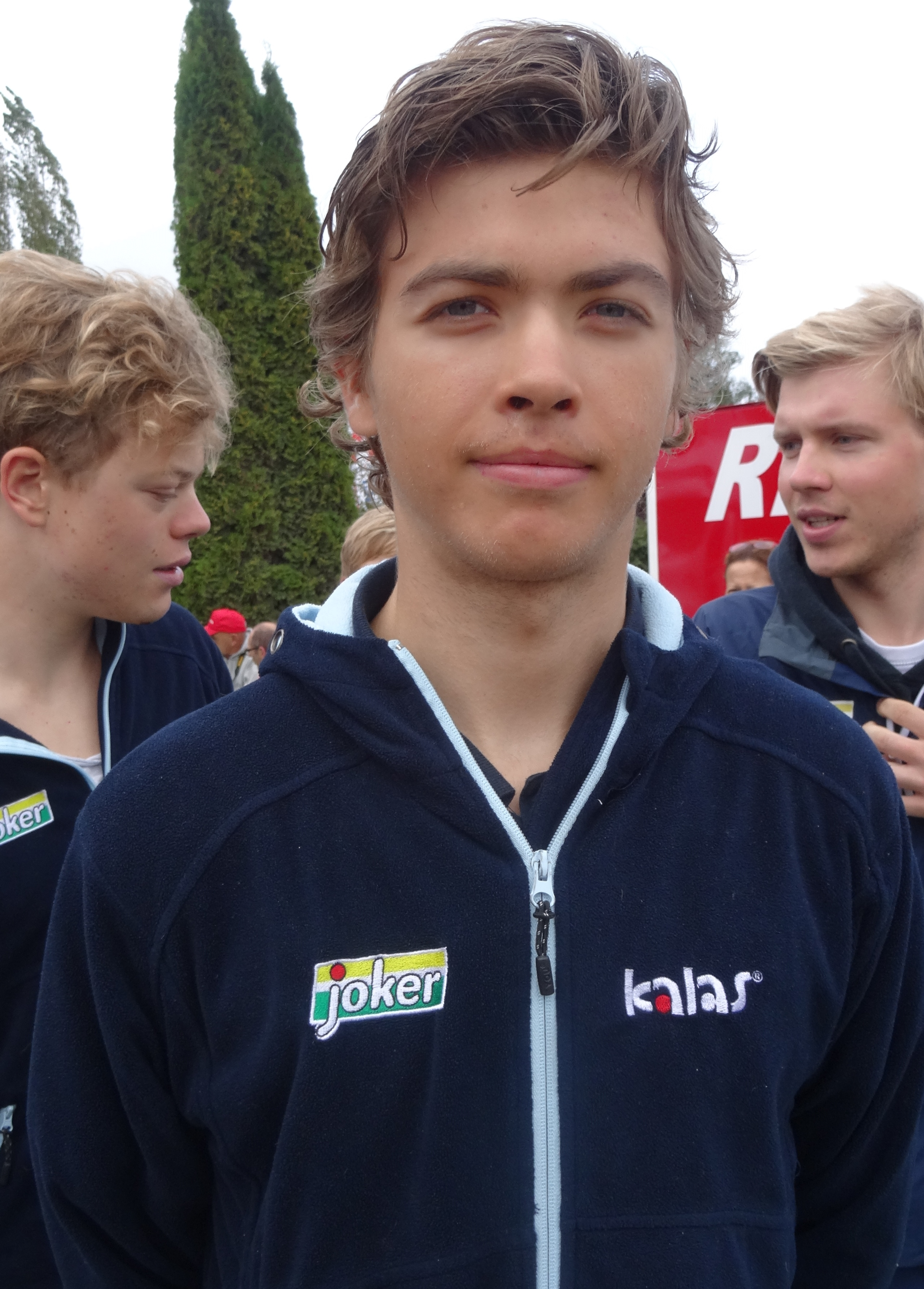
Odd Christian Eiking.
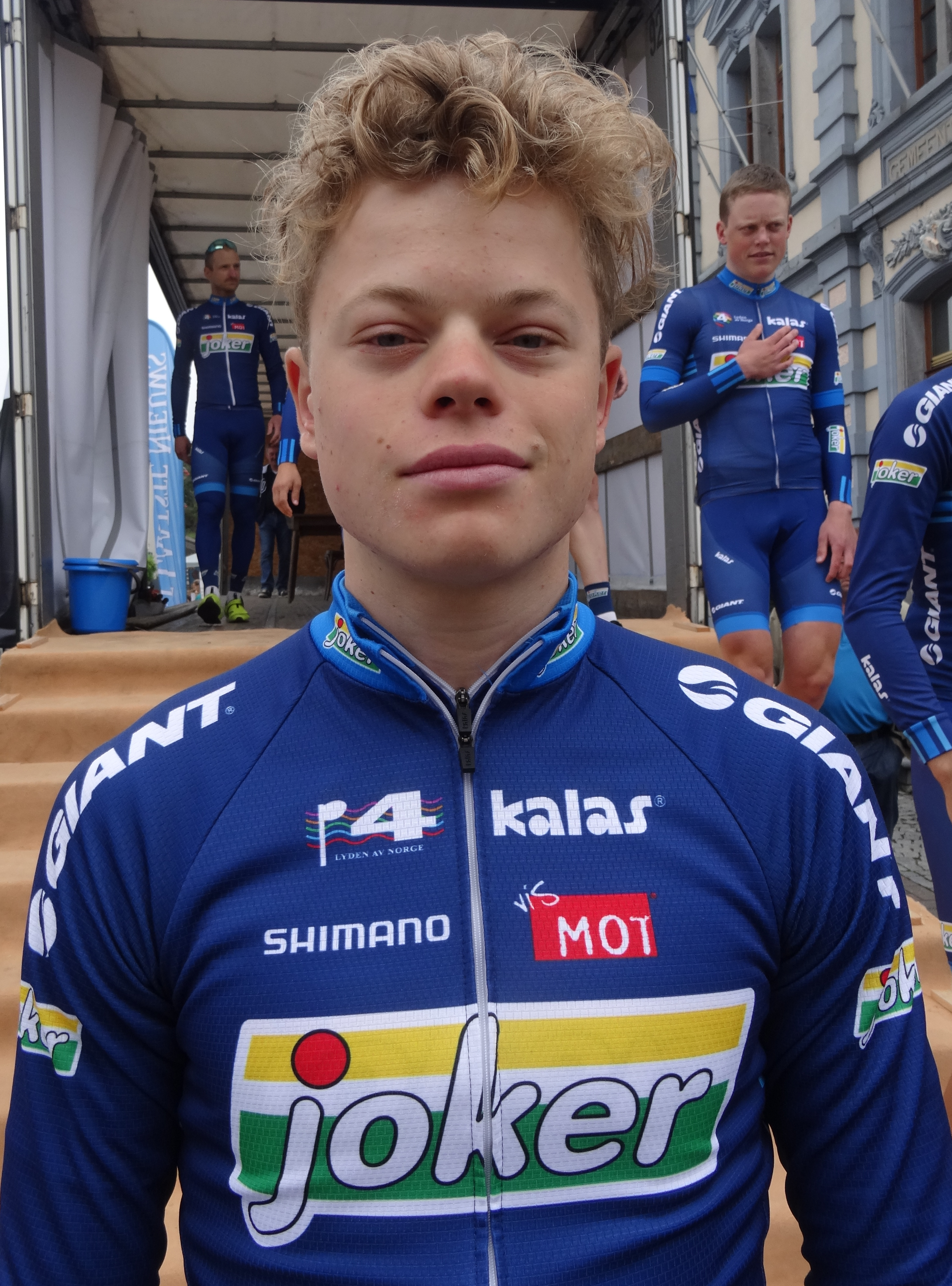
Truls Engen Korsæth.
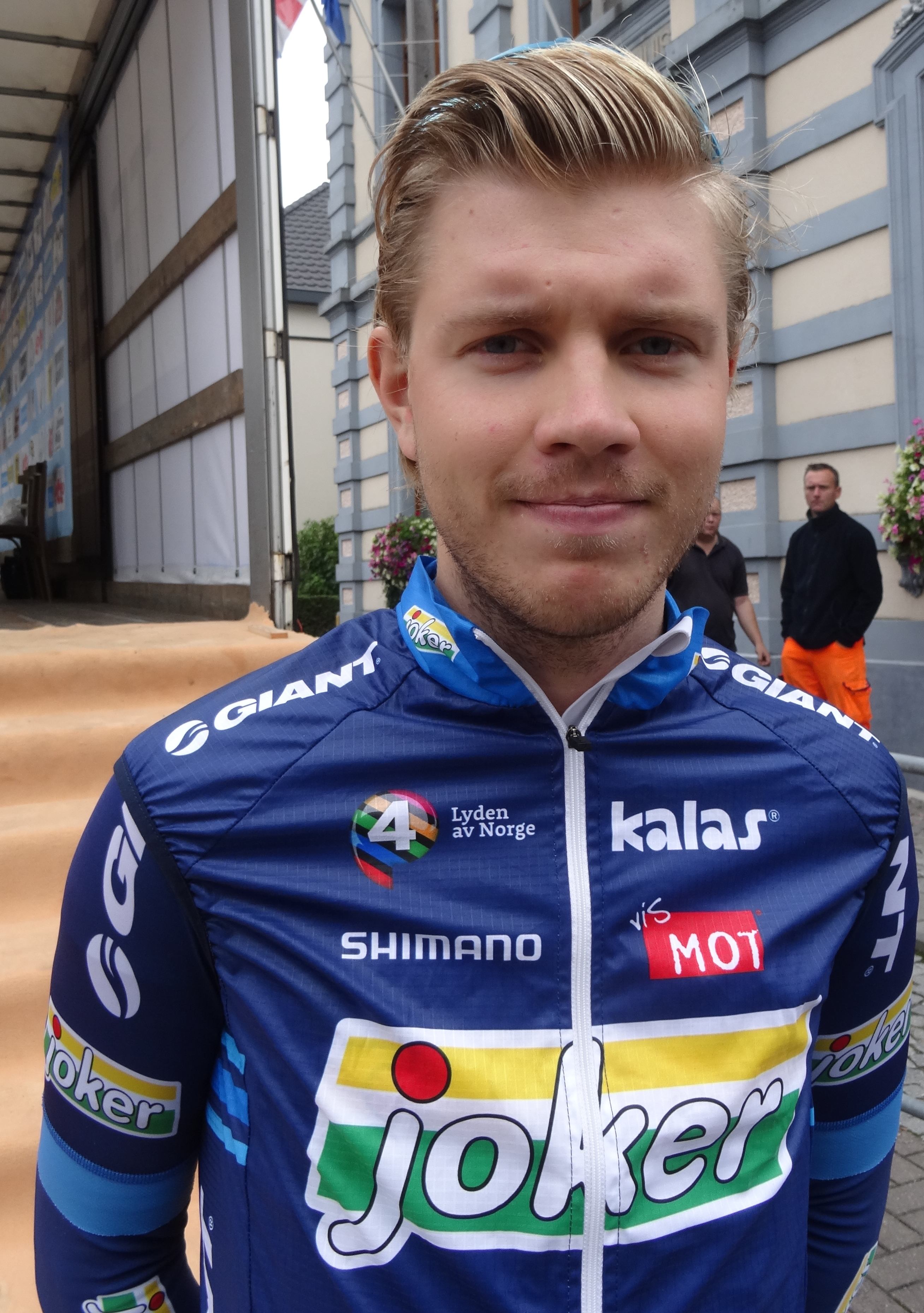
Philip Lindau.
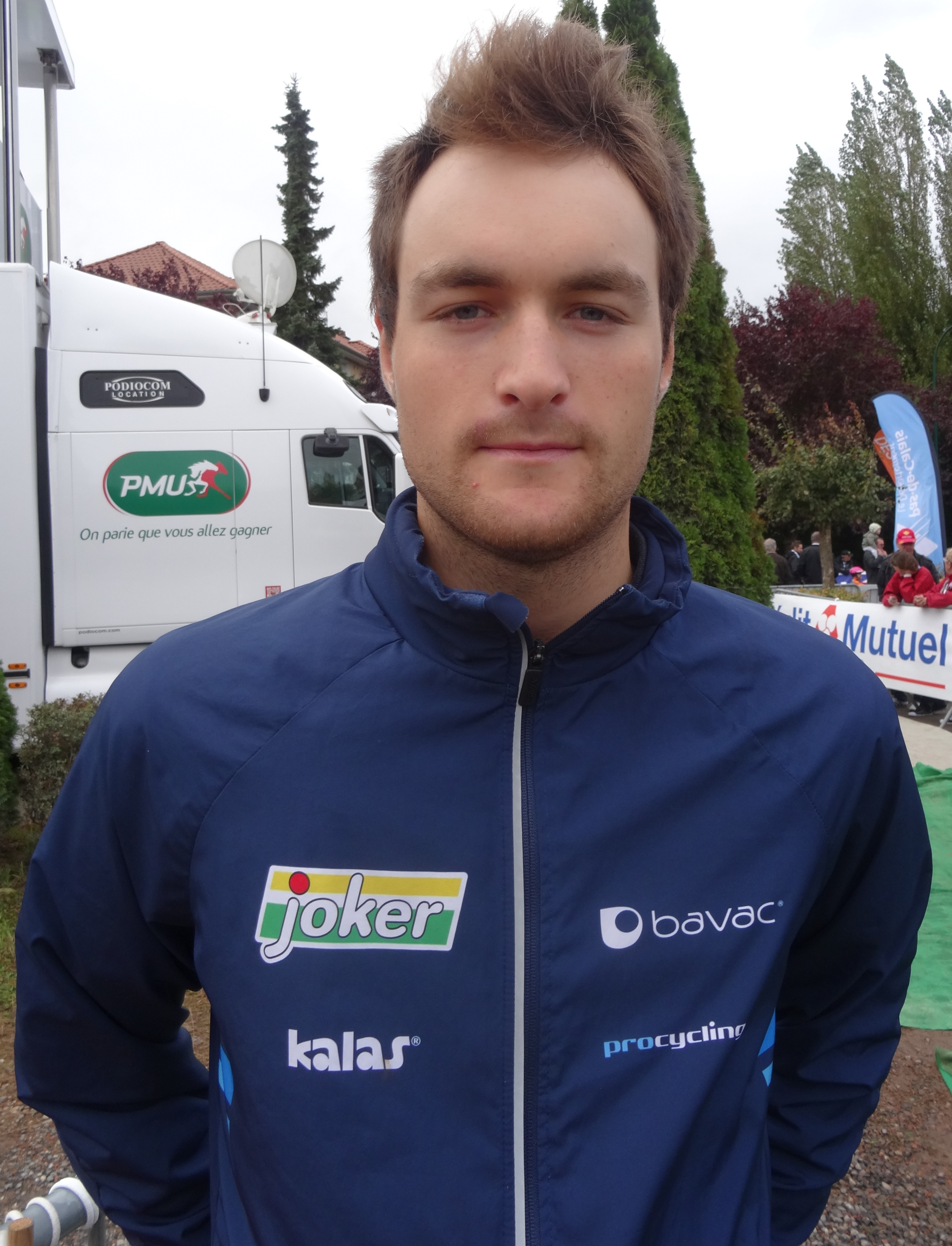
Jo Kogstad Ringheim.
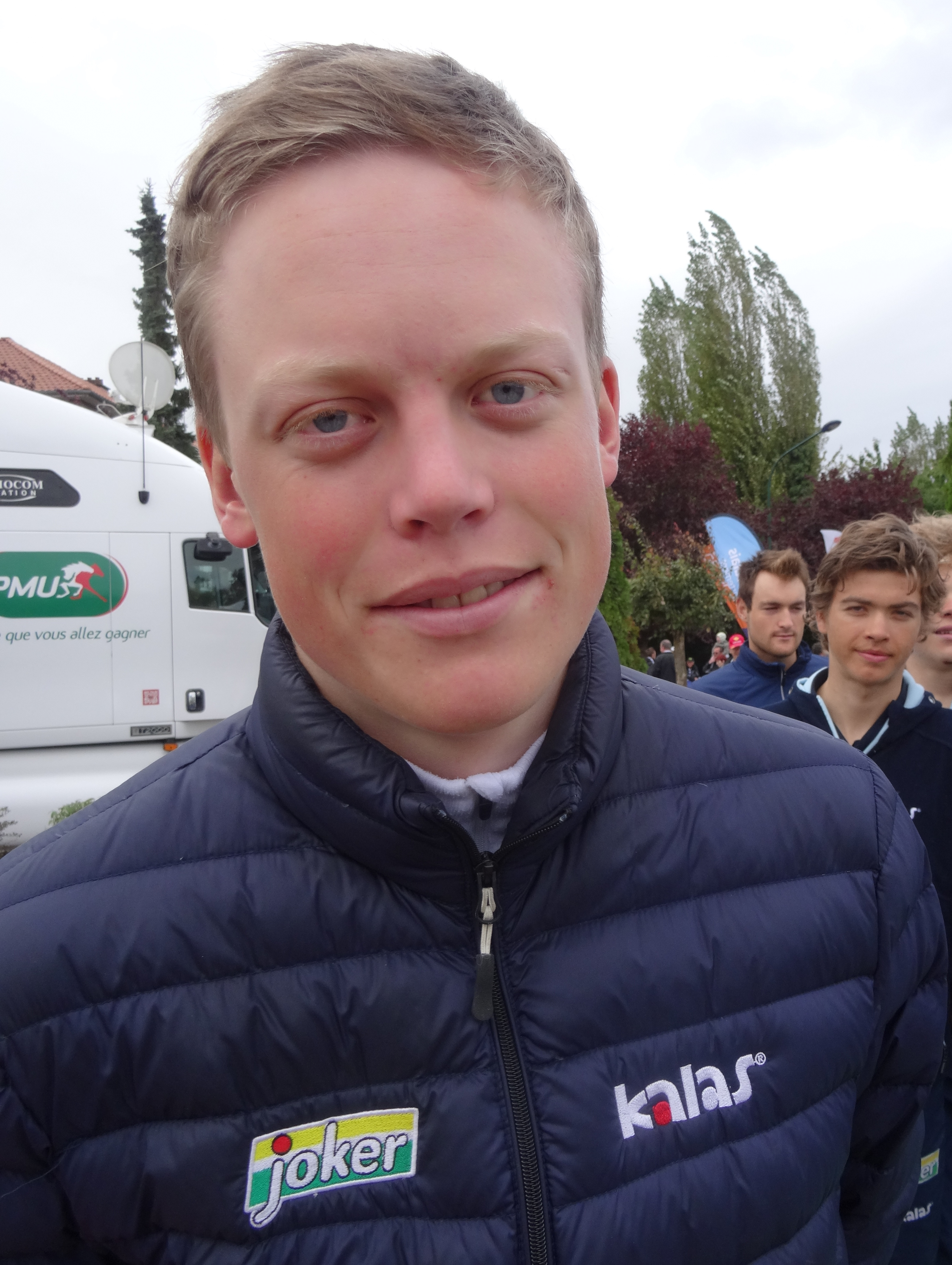
Anders Skaarseth.
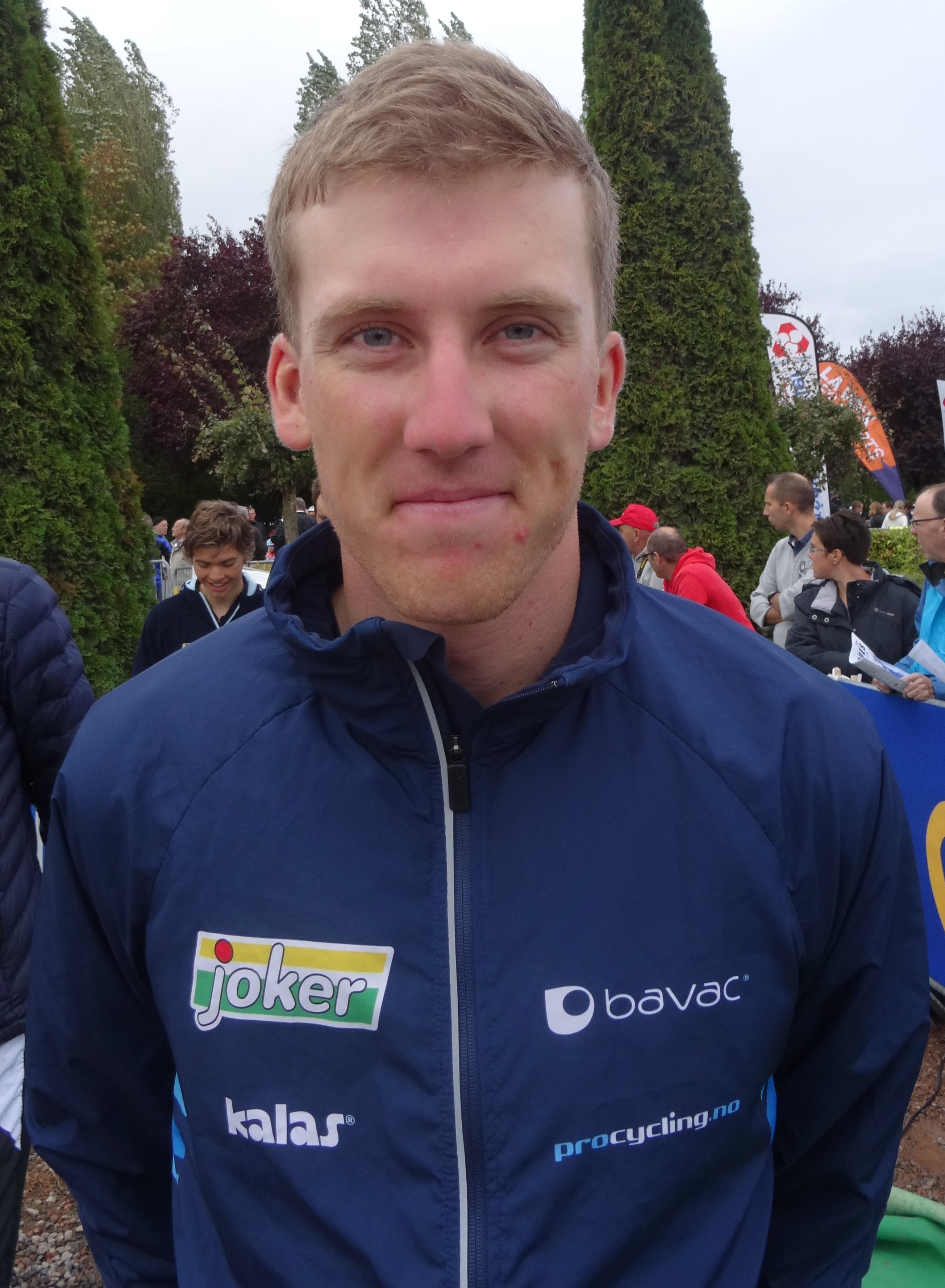
Kristoffer Skjerping.
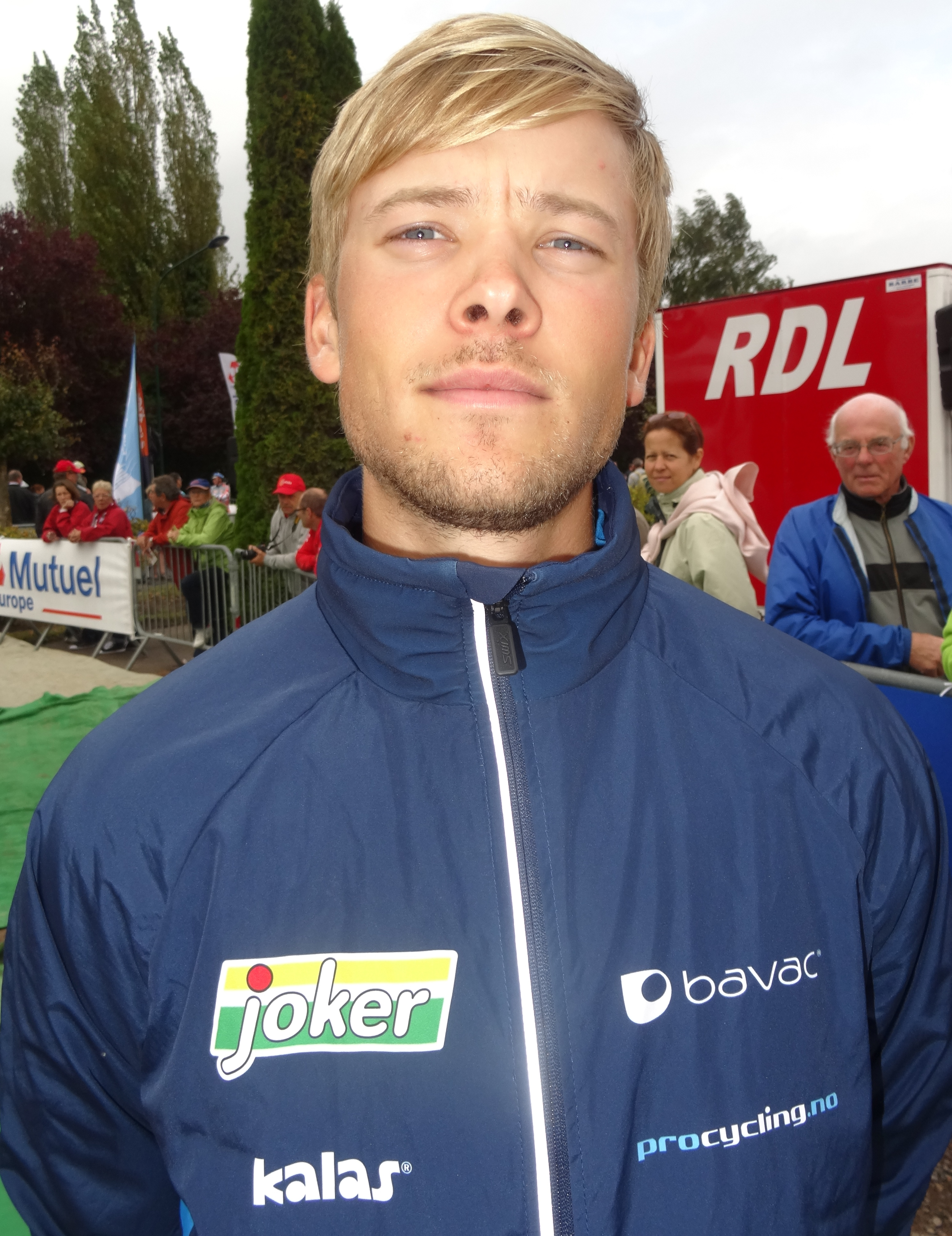
Adrian Aas Stien.
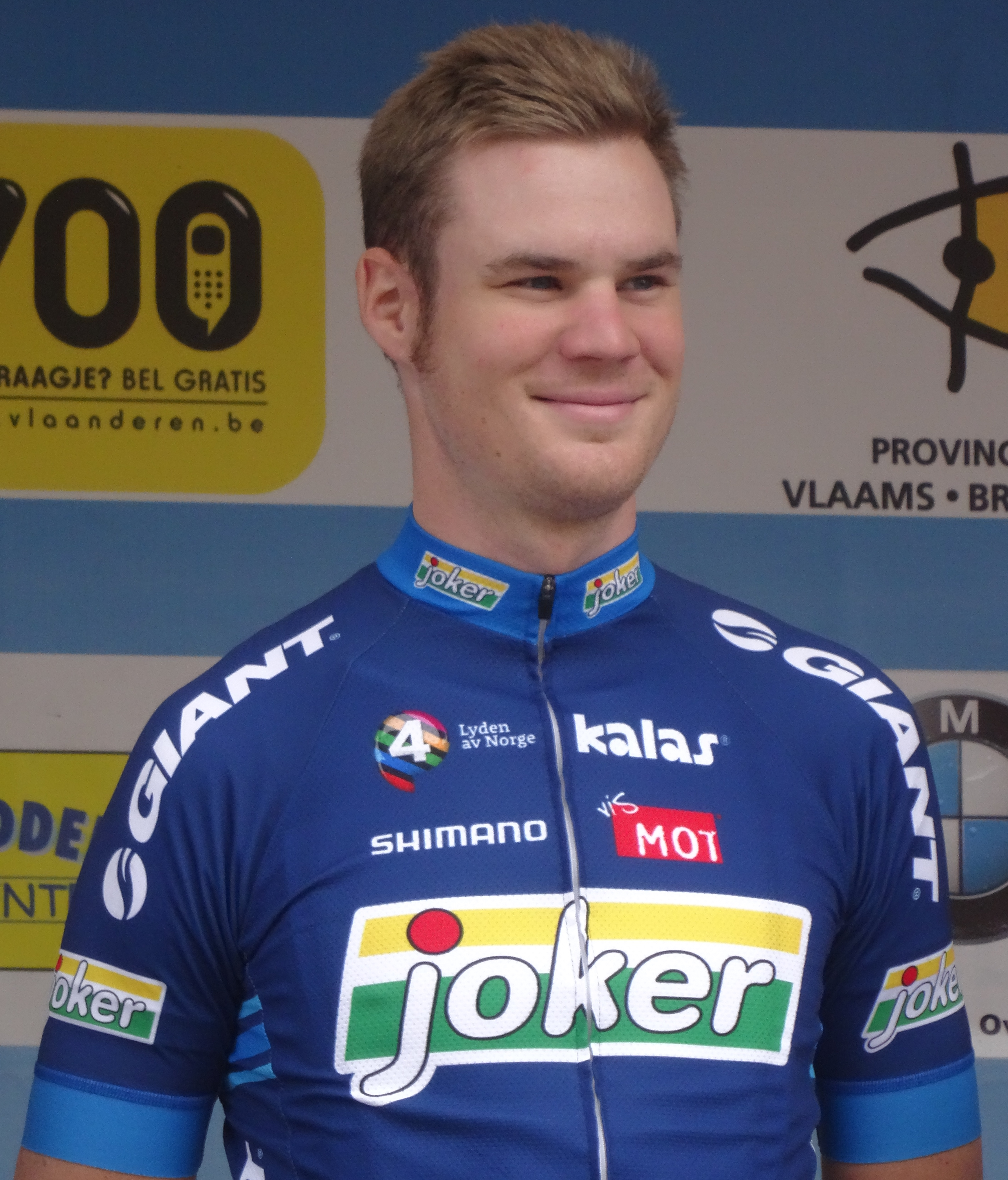
Edvin Wilson.

## Bilan de la saison

### Victoires
L'équipe remporte cinq victoires au cours de la saison.
| Date       | Course                                     | Pays     | Classe | Vainqueur                              |
| ---------- | ------------------------------------------ | -------- | ------ | -------------------------------------- |
| 19/04/2014 | Arno Wallaard Memorial                     | Pays-Bas | 1.2    | Edvin Wilson                           |
| 26/06/2014 | Championnat de Norvège du contre-la-montre | Norvège  | CN     | Reidar Borgersen                       |
| 05/09/2014 | 2e étape de l'Okolo Jižních Čech           | Tchéquie | 2.2    | Reidar Borgersen                       |
| 07/09/2014 | Classement général de l'Okolo Jižních Čech | Tchéquie | 2.2    | Reidar Borgersen                       |
| 28/09/2014 | Duo normand                                | France   | 1.1    | Reidar Borgersen - Truls Engen Korsæth |

### Classement UCI

#### UCI Europe Tour
L'équipe Joker termine à la 26e place de l'Europe Tour avec 511 points. Ce total est obtenu par l'addition des points des huit meilleurs coureurs de l'équipe au classement individuel,.
| Rang  | Coureur               | Points |
| ----- | --------------------- | ------ |
| 37    | Reidar Borgersen      | 198    |
| 76    | Kristoffer Skjerping  | 141    |
| 163   | Odd Christian Eiking  | 80     |
| 322   | Truls Engen Korsæth   | 40     |
| 337   | Edvin Wilson          | 40     |
| 941   | Jo Kogstad Ringheim   | 5      |
| 941   | Oskar Svendsen        | 5      |
| 1 057 | Vegard Robinson Bugge | 2      |